# Sulzdorf (Schwäbisch Hall)
Sulzdorf ist der östlichste Stadtteil von Schwäbisch Hall im gleichnamigen Landkreis im nordöstlichen Baden-Württemberg.

## Geographie
Sulzdorf nimmt den linken äußeren Teil der Stufenrandbucht ein, die der Fluss Bühler bei seinem nördlichen Austritt aus den Keuperbergen in die Hohenloher Ebene geschaffen hat. Der Stadtteil erstreckt sich ungefähr von den nordöstlichen Randhöhen der Limpurger Berge im Westen bis zum tief eingeschnittenen Tal der Bühler im Osten und von nahe der Buchtverengung bei Vellberg im Süden bis zum Lauf des linken Bühlerzuflusses  Otterbach im Norden.
Das namengebende Dorf Sulzdorf ist der am stärksten besiedelte Hauptort der früher selbstständigen Gemeinde. Sulzdorf liegt etwa 7,5 km ostsüdöstlich des Stadtzentrums von Hall dicht vor einem Bogen bewaldeter Randberge, dem flachen Heidelberg im Süden, dem Hehlberg im Südwesten, dem Neuen Berg, dem Rauhenberg im Westsüdwesten und der Bauernschnäue im Westen (letztere zurückgesetzt schon auf Hessentaler Gemarkung), welcher dann – mit den Limpurger Bergen selbst – im flacher abfallenden Hangwald Hasenbühl nordwärts in die Ebene ausläuft. An den Hängen dieses Wald-Amphitheaters entspringt in etlichen Quellästen aus kleinen Lehmrinnen der auch Schwarze Lache genannte  Schwarzenlachenbach, der nach deren Vereinigung in erst nordöstlicher Richtung in die Gewerbezone des Dorfes eintritt, dann östlich in inzwischen stark eingetiefter Talmulde durch den alten Ortskern läuft und hinter der Siedlungsgrenze in einer teilbewaldeten Muschelkalk-Klinge weiter zu seiner Mündung in die Bühler bei Anhausen strebt.
Sulzdorfs Siedlungskern liegt in der Talmulde des Dorfbachs Schwarze Lache und an den beidseitigen Talhängen sowie auf der linken Hangschulter; auf dieser steht auch die Kirche. Mit dem Bau der Eisenbahn bekam das Dorf einen Bahnhof westlich vor dem Siedlungsrand, an dem dann auch andere Gebäude errichtet wurden, unter anderem das weithin sichtbare Lager-Hochhaus einer ländlichen Genossenschaft. Ab dem 20. Jahrhundert entwickelten sich große Wohnsiedlungen am Ortsrand beidseits des Taltrogs, zuerst in einem Dreieck zwischen Hauptstraße, Herdweg und der Bahnlinie im Südwesten, dann in den Kirchäckern nordwestlich und nördlich der Kirche, zuletzt in den Garten- und den Klingenäckern im Osten beidseits der abwärtigen Talklinge. Gegen Ende des 20. Jahrhunderts wuchs nach der Eingemeindung nach Hall die Gewerbezone  stark an, sie zieht sich nun in einem rund 500 Meter breiten Streifen mit etwas Lücken zwischen der Bahntrasse und der Bühlertalsstraße L 1060 vom Süden bis in den Westen. 
Außer Sulzdorf selbst gehören zum Stadtteil noch einige deutlich kleinere Weiler, die noch heute landwirtschaftlich geprägt sind.
- Buch liegt etwa anderthalb Kilometer ostsüdöstlich des Dorfrandes auf der linken Hangschulter des Bühlertals an einer Nebenstraße nach Vellberg.
- Dörrenzimmern liegt etwa einen Kilometer südöstlich der Südspitze des Dorfes an der Bühlertalstraße und am oberen Hirtenbach.
- Matheshörlebach liegt etwa einen Kilometer nordnordwestlich des Dorfrandes an der Straße nach Tüngental.
- Jagstrot liegt etwa anderthalb Kilometer nordnordöstlich des Dorfrandes, von hier führt nach dem Zusammenlaufen zweier Nebenstraßen eine Talsteige ins Bühlertal hinunter.
- Hohenstadt liegt ebensoweit nordöstlich unmittelbar über dem Bühlertal. Zu seinen Füßen liegt neben dem Fluss das Mühlenanwesen Neunbronn.
- Anhausen liegt weniger als anderthalb Kilometer östlich des Dorfrandes an der Mündung des Schwarzenlachenbachs.

## Geschichte
Der Ort wurde wahrscheinlich schon im 7. Jahrhundert gegründet; die ersten überlieferten Erwähnungen stammen aber erst aus der zweiten Hälfte des 10. Jahrhunderts. Das Comburger Schenkungsbuch verzeichnet Ritter von Sulzdorf für das 11. Jahrhundert, doch waren deren Wappen und der Sitz ihrer Burg später nicht mehr zu ermitteln. Der Ort gehörte zum Besitz der Grafen von Comburg-Rothenburg. Diese stifteten an das Kloster Comburg Besitz. Im Mittelalter hatten auch die Schenken von Limpurg sowie Familien aus dem Stadtadel von Hall Besitz in Sulzdorf. 
Im Laufe des 16. Jahrhunderts eignete sich die Reichsstadt Hall nach und nach fast die gesamten Herrschaftsrechte über Sulzdorf an, weshalb die Einwohner im Zuge der Reformation denn auch evangelisch wurden. Die Gemeinde war damit Teil des Haller Landterritoriums und wurde dem hällischen Amt (In der) Schlicht unterstellt.
1670 brannte ein Großteil des Ortes ab; das Bild Sulzdorfs prägten daher lange Zeit die Bauernhöfe mit Riegelbauten, die nach diesem Ereignis errichtet wurden.
Nach Auflösung der Reichsstadt und Übernahme der Haller Landgebiete durch Württemberg 1802 gehörte die Gemeinde zum neu gegründeten württembergischen Oberamt Hall, aus dem 1934 der Kreis Hall und 1941 der Landkreis Schwäbisch Hall hervorging.
Bei der Gemeindereform wurde Sulzdorf am 1. Januar 1972 mit den dazugehörigen Weilern Matheshörlebach, Jagstrot, Hohenstadt, Anhausen, Buch, Dörrenzimmern und Neunbronn nach Schwäbisch Hall eingemeindet.
Am 30. Juni 2022 hatte Sulzdorf 2937 Einwohner.

## Infrastruktur
Sulzdorf besitzt zwei städtische Kindergärten, eine Grundschule und eine evangelische Kirche samt Gemeindezentrum. Ferner gibt es vor Ort Sportstätten, Ärzte, Banken und Lebensmittelgeschäfte.

## Verkehr
Sulzdorf liegt an der L 1060 und an der Bahnstrecke Crailsheim–Heilbronn. Busse der Linien 5, 12, 17 und 18 des Kreisverkehrs Schwäbisch Hall bedienen Haltestellen im Stadtteil. Am früheren Bahnhof im Ort hält heute kein Zug mehr.

## Sehenswürdigkeiten
- St.-Margareten-Kirche der evangelischen Kirchengemeinde Sulzdorf